# 偉大秩序黨
偉大秩序黨（亞塞拜然語：Böyük Quruluş Partiyası
）是一個亞塞拜然主張自由主義的政黨，該黨創立於2003年，創立者兼黨魁為法茲穆•斯塔法。偉大秩序黨的總部設立亞塞拜然的首都巴庫。截至2015年，偉大秩序黨約有一萬名黨員。